# Zyprischer Fußballpokal 1944/45
Der Zyprische Fußballpokal 1944/45 war nach dreijähriger Pause aufgrund des Zweiten Weltkriegs die achte Austragung des zyprischen Pokalwettbewerbs. Er wurde vom zyprischen Fußballverband ausgetragen. Das Finale fand am 15. April 1945 im GSP-Stadion von Nikosia statt.
Pokalsieger wurde EPA Larnaka. Das Team setzte sich im Finale gegen Titelverteidiger APOEL Nikosia durch. 
Alle Begegnungen wurden in einem Spiel ausgetragen. Bei unentschiedenem Ausgang wurde das Spiel um zweimal 15 Minuten verlängert. Stand danach kein Sieger fest, folgte ein Wiederholungsspiel auf des Gegners Platz.

## Teilnehmer
| First Division (6)                                                                                        |
| --- |
| - EPA Larnaka - AEL Limassol - APOEL Nikosia - Olympiakos Nikosia - Lefkoşa Türk SK - Pezoporikos Larnaka |

## Viertelfinale
Die Spiele fanden am 18. Februar 1945 statt.
|                     | Ergebnis |                    |
| ------------------- | -------- | ------------------ |
| AEL Limassol        | 1:0      | Lefkoşa Türk SK    |
| APOEL Nikosia       | 4:0      | Olympiakos Nikosia |
| EPA Larnaka         | Freilos  |                    |
| Pezoporikos Larnaka | Freilos  |                    |

## Halbfinale
|               | Ergebnis |                     |
| ------------- | -------- | ------------------- |
| APOEL Nikosia | 02:0 1   | Pezoporikos Larnaka |
| AEL Limassol  | 3:4      | EPA Larnaka         |

## Finale
| Paarung        | EPA Larnaka – APOEL Nikosia |
| Ergebnis       | 3:1 (0:1) |
| Datum          | 15. April 1945 |
| Stadion        | GSP-Stadion, Nikosia |
| Schiedsrichter | Faik Mouftizate |
| Tore           | 0:1 Likourgos Archontides (30.) 1:1 Kokos Chimonides (50.) 2:1 Kokos Chimonides (62.) 3:1 Dikran Misirian (68.) |
| EPA Larnaka    | Giannis Valiantis – Papien Stamboulian, Champis Filippou – Miltis Leonidou, Aram Tsatirtsian, Loutfik Tsopourian – Erodotos Grigoriades, Dikran Misirian, Kokos Chimonides, Akom Tsatirtsian, Kostas Meletiou.                   |
| APOEL Nikosia  | Giorgos Mouskis – Evgenis Samouel, Takis Aristeidou – Agisilaos Tsialis, Kokis Rossidis, Theodoros Limpouras – Takis Sokratous „Zetas“, Andreas Pavlou „Keremezos“, Andreas Zinonos, Giorgos Lampertides, Likourgos Archontides. |